# She (zespół muzyczny)
She – polski zespół rockowy działający na przełomie lat 80. i 90. XX wieku.

## Historia
Zespół powstał w Gdańsku, w październiku 1986. Pierwszy skład tworzyli: Tomasz Lipnicki (wokal, gitara), Ireneusz Mazurek (gitara basowa) i Radosław Zblewski (perkusja). Ten skład zarejestrował następujące utwory: "Życie", "Zakuty przez sumienie", "Konam" i "Ona". W styczniu 1987 dołączyli gitarzysta Mariusz Kotwicki, klawiszowiec Jarosław Gryz i perkusjonista Włodzimierz Zyczer. Zespół występował na festiwalu Poza Kontrolą w Warszawie, w 1989 na festiwalach w Sopocie i Opolu oraz w ZSRR oraz trasach Krajowej Sceny Młodzieżowej. Pod koniec 1989 ukazał się debiutancki album "Miejsce, którego wszyscy szukamy", nagrany w składzie: Lipnicki, Mazurek, Zblewski, Jan Haase (gitara), Krzysztof Jarkowski (gitara) i Andrew (instrumenty klawiszowe). Inspiracją muzyczną była twórczość U2, a płyta charakteryzowała się niedopracowaniem brzmieniowym. W 1991 ukazał się anglojęzyczny album "Big City Lights", z Kotwickim w miejsce Jarkowskiego i gościnnym udziałem Marka Piekarczyka oraz wokalistek grupy No Limits Anny Bakun i Anny Męczyńskiej. Tym razem inspiracją muzyczną była twórczość The Mission i The Cult. Wkrótce po wydaniu drugiej płyty zespół zakończył działalność. Lipnicki działał później jako lider Illusion.

## Muzycy
- Jan Haase – gitara
- Mariusz Kotwicki – gitara
- Krzysztof Jarkowski – gitara
- Tomasz Lipnicki „Lipa” – wokal
- Dariusz Nietupski – klawisze
- Ireneusz Mazurek – gitara basowa
- Radosław Zblewski – perkusja

## Dyskografia
- 1989 – Miejsce, którego wszyscy szukamy...
- 1990 – Big City Lights